# Vincent Jeanbrun
Vincent Jeanbrun, né le 5 mai 1984 à Paris, est un homme politique français, membre des Républicains. Il est élu député de la 7e circonscription du Val-de-Marne en 2024.
Il est également maire de L'Haÿ-les-Roses de 2014 à 2024, conseiller départemental du Val-de-Marne en 2015 et conseiller régional d'Île-de-France depuis 2015.

## Biographie

### Jeunesse et études
Vincent Jeanbrun passe son enfance à L'Haÿ-les-Roses, à proximité des « barres HLM ». Ses études secondaires se déroulent dans la ville voisine de Fresnes. Il étudie ensuite dans une école de commerce à Évry.

### Parcours politique

#### D'assistant parlementaire à maire de L'Haÿ-les-Roses
Il adhère à l'UMP en 2004. Il y est repéré par Roger Karoutchi ainsi que par Valérie Pécresse dont il devient l'assistant parlementaire en 2012.
En 2014, il se présente à l'élection municipale à l'Haÿ-les-Roses et prend cette commune à la gauche. Il devient à cette occasion le plus jeune maire d'une commune de plus de 30 000 habitants en France,.
En 2018, il est élu président du Forum métropolitain du Grand Paris.
En juin 2019, il quitte Les Républicains pour suivre Valérie Pécresse et son nouveau mouvement Soyons libres. Élu au conseil régional d'Île-de-France, il en devient vice-président chargé de l'emploi et de la formation professionnelle.
En 2020, il est désigné comme candidat à la présidence de la métropole du Grand Paris par le groupe Les Républicains. Mais, contre toute attente, le bon score de Philippe Laurent (UDI) au premier tour aboutit à la candidature « de rassemblement » du président sortant Patrick Ollier au second tour et c'est ce dernier qui est réélu. Vincent Jeanbrun dénonce alors des « petites magouilles » par des gens qui « font honte à la démocratie »,,.
En 2022, lors de l'élection présidentielle, il soutient la candidature de Valérie Pécresse au premier tour, puis appelle à voter pour Emmanuel Macron au second tour.
Aux élections législatives françaises de 2022, il convoite la 7e circonscription du Val-de-Marne mais arrive à la troisième place au premier tour.
Le 1er juin 2023, il est désigné comme porte-parole du parti Les Républicains.
Le 2 juillet 2023, son domicile est attaqué lors des émeutes consécutives à la mort de Nahel Merzouk. L'un de ses deux enfants et sa femme sont blessés alors qu'ils fuient le bâtiment. L'ensemble de la classe politique française condamne cette agression,,.
À la suite de l'attaque de son domicile par des émeutiers le 2 juillet 2023, il est remis en lumière et devient le « nouveau visage de la droite des banlieues », voire la « nouvelle icône de la droite »,. Compte tenu de cette popularité, le président des Républicains Éric Ciotti lui propose de prendre la tête de liste du parti aux élections européennes de 2024, ce qu'il refuse.

#### Député de la septième circonscription du Val-de-Marne
En juin 2024, après la dissolution de l'Assemblée nationale par le président de la République, Emmanuel Macron, Vincent Jeanbrun, ouvertement soutenu par Richard Dell’Agnola [réf. nécessaire]se porte candidat dans la 7e circonscription du Val-de-Marne lors des élections législatives anticipées. Il est élu au second tour avec 50,67 % des suffrages, en obtenant 545 voix de plus que la députée sortante Rachel Keke.

## Affaires politico-judiciaires

### Affaire de la roseraie du Val-de-Marne
Comme maire de L'Haÿ-les-Roses, il entreprend en 2019 un nouvel aménagement du centre-ville qui est contesté par des habitants car il menacerait la roseraie du Val-de-Marne,. L'association Anticor porte plainte contre lui pour favoritisme et trafic d'influence en avril 2021 ; une enquête préliminaire est ouverte par le parquet national financier en septembre 2021,.

### Enquête concernant l'attribution de logements
En septembre 2024, une enquête est ouverte concernant  l'attribution de logements par Vincent Jeanbrun. Selon Mediapart, il a « fait loger pendant plusieurs années son directeur et son chef de cabinet dans deux pavillons appartenant à un syndicat intercommunal qu’il préside, pour un loyer modique ».

## Publication
- Les Deux France, Albin Michel, Paris, 2024  (ISBN 9782226490186)[1]